# Africophilus cesii
Africophilus cesii là một loài bọ cánh cứng trong họ Bọ nước. Loài này được Sanfilippo & Franciscolo miêu tả khoa học năm 1988.